# Robert Moody
Pour les articles homonymes, voir Moody.
Robert Vaughan Moody, OC FRSC est un mathématicien canadien né le 28 novembre 1941. Il est le co-inventeur des algèbres de Kac-Moody, des algèbres de Lie généralement de dimension infinie, qui peuvent être définies par un système de racines généralisé.

## Biographie
Né en Grande-Bretagne, il obtient son Bachelor of Arts en mathématiques en 1962 à l'Université de la Saskatchewan, une Master of Arts en mathématiques en 1964 à l'Université de Toronto et son doctorat Ph.D. de mathématiques en 1966 de l'Université de Toronto.
En 1966, il intègre le département de mathématiques en tant que professeur assistant à l'Université de la Saskatchewan. En 1970, il est promu professeur associé puis professeur en 1976. En 1989, il rejoint l'Université de l'Alberta comme professeur au Département de mathématiques.

## Prix et récompenses
- 1998 : lauréat du prix CRM-Fields-PIMS
- 1999 : officier de l'ordre du Canada[2]
- 1980 : élu fellow de la Société royale du Canada
- 1996 : Robert Moody et Victor Kac sont co-lauréats de la médaille Wigner[3]
- 1978 : prix Coxeter–James

## Sélection de travaux
- « Lie algebras associated with generalized Cartan matrices », Bull. Amer. Math. Soc., vol. 73, no 2,‎ 1967, p. 217–222 (DOI 10.1090/s0002-9904-1967-11688-4, MR 0207783)
- « Macdonald identities and Euclidean Lie algebras », Proc. Amer. Math. Soc., vol. 48, no 1,‎ 1975, p. 43–52 (DOI 10.1090/s0002-9939-1975-0442048-2, MR 0442048)
- avec S. Berman : « Lie algebra multiplicities », Proc. Amer. Math. Soc., vol. 76, no 2,‎ 1979, p. 223–228 (DOI 10.1090/s0002-9939-1979-0537078-x, MR 537078)
- avec J. Patera : « Fast recursion formula for weight multiplicities », Bull. Amer. Math. Soc. (N.S.), vol. 7, no 1,‎ 1982, p. 237–242 (DOI 10.1090/s0273-0979-1982-15021-2, MR 656202, lire en ligne)
- avec M. R. Bremner & J. Patera : Tables of weight space multiplicities, Marcel Dekker 1983
- avec A. Pianzola: « On infinite root systems », Trans. Amer. Math. Soc., vol. 315, no 2,‎ 1989, p. 661–696 (DOI 10.1090/s0002-9947-1989-0964901-8, MR 964901)
- avec S. Kass, J. Patera & R. Slansky : Affine Lie Algebras, weight multiplicities and branching rules, 2 vols., University of California Press 1991 vol. 1 books.google
- avec A. Pianzola : Lie algebras with triangular decompositions, Canadian Mathematical Society Series, John Wiley 1995[4]
- avec M. Baake & U. Grimm : Die verborgene Ordnung der Quasikristalle, Spektrum, Feb. 2002; What is Aperiodic Order?, traduction en anglais sur arxiv.org